# Javier Correa
Javier Andrés Correa (nascido em 17 de julho de 1976) é um canoísta argentino que competiu nos Jogos Olímpicos de Verão de 1996, 2000 e 2004.
Obteve quatro medalhas no Campeonato Mundial de Canoagem em Águas Tranquilas, duas pratas (K-1 1000 m: 2001, 2002) e duas bronzes (K-1 500 m: 2001, K-1 1000 m: 1998).